# Kubok SSSR 1970
La Kubok SSSR 1970 fu la 29ª edizione del trofeo. Vide la vittoria finale della Dinamo Mosca, giunta al suo quarto titolo.

## Formula
Per la prima volta si fece ricorso a turni con partite di andata e ritorno: tale formula fu limitata al quarto e quinto turno (sedicesimi di finale e ottavi di finale); nei primi tre turni e dai quarti in poi si disputarono incontri di sola andata; la finale, come da tradizione, fu giocata allo Stadio Centrale Lenin in gara secca.
Nelle gare di ritorno, al termine dei tempi regolamentari in caso di parità venivano disputati i supplementari; in caso di ulteriore parità si procedeva a battere i tiri di rigore; non valeva in ogni caso la regola dei gol fuori casa, ma quella del maggior numero di giocatori prestati alla Nazionale di calcio dell'Unione Sovietica.
Nei turni a gara unica, in caso di parità si giocavano i Tempi supplementari; in caso di ulteriore parità non venivano battuti i Tiri di rigore, ma la gara veniva ripetuta sul medesimo campo il giorno dopo.
Al torneo parteciparono le 66 formazioni di Vtoraja Gruppa A 1970, le 22 formazioni di Pervaja Gruppa A 1970 e le 17 formazioni di Vysšaja Gruppa A 1970. Le squadre di terza serie (Vtoraja Gruppa A) entrarono in scena nel primo turno (tranne cinque di esse); le squadre di seconda serie (Pervaja Gruppa A) entrarono in gioco nel secondo turno insieme alle restanti formazioni di Vtoraja Gruppa A; quelle di massima serie giocarono direttamente nel quarto turno.

## Primo turno
Le gare furono disputate tra il 31 marzo e il 15 aprile 1970.
| Squadra 1                | Risultato   | Squadra 2          |
| ------------------------ | ----------- | ------------------ |
| Torpedo Togliatti        | [ 1 ]       | Politotdel         |
| Volga Ul'janovsk         | [ 2 ]       | Zenit Iževsk       |
| Sokol Saratov            | [ 3 ]       | Metallurg Şımkent  |
| Saturn Rybinsk           | 2 – 0       | Saljut Belgorod    |
| Metallurg Lipeck         | 2 – 0       | Dinamo Brjansk     |
| Mašuk Pjatigorsk         | 2 – 1       | Šinnik             |
| Dinamo Machačkala        | 0 – 1 (dts) | Volga Gor'kij      |
| Dinamo Stavropol'        | 0 – 1 (dts) | Trud Voronež       |
| Torpedo Taganrog         | 2 – 0       | Dila Gori          |
| SKA Leopoli              | 0 – 1       | Spartak Brest      |
| Polad                    | 0 – 1       | Volga Kalinin      |
| Metallurg Tula           | 2 – 1 (dts) | Stal' Volgograd    |
| Lokomotiv Kherson        | 1 – 0       | Spartak Sumy       |
| Avtomobilist Zhitomir    | 4 – 0       | Šachtar Horlivka   |
| Zvezda Kirovohrad        | 0 – 1       | Kryvbas            |
| Sudostroitel' Mykolaïv   | 6 – 1       | Baltika            |
| Spartak Joškar-Ola       | 2 – 0       | SKA Chita          |
| Spartak Ivano-Frankivs'k | 2 – 1       | Shakhtyor Kadievka |
| SKA Odessa               | 2 – 1       | Gomel              |
| Metalurh Zaporižžja      | 1 – 0       | Stroitel Poltava   |
| Bukovyna Černivci        | 3 – 2       | Nëman              |
| Tavrija                  | 2 – 0       | Desna Černihiv     |
| Neftyanik Fergana        | 2 – 0       | Stroitel' Ufa      |
| A. Krasnoyarsk           | 3 – 0       | Aeroflot Irkutsk   |
| Zvezda Perm'             | 1 – 0       | Kuzbass Kemerovo   |
| Tomles Tomsk             | 2 – 0       | Dinamo Barnaul     |
| Avtomobilist Nal'čik     | 2 – 0       | Lokomotiv Kaluga   |
| Dinamo Batumi            | 2 – 0       | Dinamo Kirovobad   |
| Lokomotiv Chelyabinsk    | 3 – 2 (dts) | Selenga            |
| Irtyš Omsk               | 0 – 1       | Luč Vladivostok    |

## Secondo turno
Le gare furono disputate tra il 5 e il 24 aprile 1970.
| Squadra 1                | Risultato   | Squadra 2                |
| ------------------------ | ----------- | ------------------------ |
| Sokol Saratov            | [ 8 ]       | Traktor Tashkent         |
| Uralmaš                  | [ 9 ]       | Moldova Chișinău         |
| Lokomotiv Tbilisi        | 1 – 0       | Daugava Rīga             |
| Kryl'ja Sovetov Kujbyšev | 2 – 1       | SKA-Chabarovsk           |
| Žalgiris                 | 1 – 0       | Karpaty                  |
| Metalist                 | 2 – 1       | Tekstilščik Ivanovo      |
| Dnepr                    | 0 – 1 (dts) | Lokomotiv Mosca          |
| Shahter Qaraǵandy        | 1 – 0       | Alga Frunze              |
| Rubin                    | 0 – 1       | Kuban'                   |
| Mašuk Pjatigorsk         | 2 – 1       | Volga Gor'kij            |
| Avtomobilist Nal'čik     | 2 – 3 (dts) | Metallurg Lipeck         |
| Širak Leninakan          | 2 – 3 (dts) | Metallurg Tula           |
| Dinamo Batumi            | 3 – 0       | Saturn Rybinsk           |
| Družba Majkop            | 0 – 1       | Volga Kalinin            |
| Avangard Ternopol        | 3 – 1       | Azovets Zhdanov          |
| Vostok Ust'-Kamenogorsk  | 0 – 1       | Luč Vladivostok          |
| Neftyanik Fergana        | 3 – 0       | Lokomotiv Chelyabinsk    |
| Torpedo Togliatti        | 3 – 0       | Tomles Tomsk             |
| Zvezda Perm'             | 3 – 0       | A. Krasnoyarsk           |
| Volga Ul'janovsk         | 0 – 1       | Spartak Joškar-Ola       |
| Tavrija                  | 3 – 2       | Sudostroitel' Mykolaïv   |
| Spartak Brest            | 2 – 4 (dts) | Avtomobilist Zhitomir    |
| Lokomotiv Cherson        | 1 – 0 (dts) | SKA Odessa               |
| Stroitel' Aşgabat        | 1 – 0 (dts) | Dinamo Leningrado        |
| CSKA Pamir               | 1 – 0       | SKA Kiev                 |
| Torpedo Taganrog         | 0 – 1       | Trud Voronež             |
| Bukovyna Černivci        | 1 – 0       | Spartak Ivano-Frankivs'k |
| Kryvbas                  | 1 – 0 (dts) | Metalurh Zaporižžja      |

## Terzo turno
Le gare furono disputate tra il 22 e il 28 aprile 1970.
| Squadra 1             | Risultato   | Squadra 2                |
| --------------------- | ----------- | ------------------------ |
| Uralmaš               | 1 – 2       | CSKA Pamir               |
| Stroitel' Aşgabat     | 1 – 2       | Qairat                   |
| Metallurg Tula        | 2 – 0       | Dinamo Batumi            |
| Metallurg Lipeck      | 1 – 0       | Mašuk Pjatigorsk         |
| Kuban'                | 0 – 1       | Žalgiris                 |
| Metalist              | 1 – 0 (dts) | Shahter Qaraǵandy        |
| Spartak Joškar-Ola    | 2 – 0       | Torpedo Togliatti        |
| Volgar' Astrachan'    | 0 – 1       | Lokomotiv Tbilisi        |
| Tavrija               | 1 – 0       | Lokomotiv Cherson        |
| Avtomobilist Zhitomir | 2 – 1       | Bukovyna Černivci        |
| Avangard Ternopol     | 1 – 0       | Kryvbas                  |
| Sokol Saratov         | 0 – 1       | Neftyanik Fergana        |
| Luč Vladivostok       | 3 – 0       | Zvezda Perm'             |
| Lokomotiv Mosca       | 3 – 1 (dts) | Kryl'ja Sovetov Kujbyšev |
| Volga Kalinin         | 0 – 2       | Trud Voronež             |

## Quarto turno
Le gare di andata furono disputate il 9 e il 10 maggio 1970, quelle di ritorno il 12 e il 13 aprile 1970.
| Squadra 1            | Totale | Squadra 2             | Andata | Ritorno |
| -------------------- | ------ | --------------------- | ------ | ------- |
| Metalist             | 0 - 1  | Torpedo Mosca         | 0 - 0  | 0 - 1   |
| Metallurg Tula       | 1 - 3  | Paxtakor              | 0 - 0  | 1 - 3   |
| Luč Vladivostok      | 1 - 3  | Zenit Leningrado      | 0 - 2  | 1 - 1   |
| Lokomotiv Mosca      | 1 - 5  | T'orp'edo Kutaisi     | 1 - 2  | 0 - 3   |
| Dinamo Minsk         | 1 - 0  | Spartak Joškar-Ola    | 1 - 0  | 0 - 0   |
| Čornomorec'          | 3 - 3  | Metallurg Lipeck      | 2 - 2  | 1 - 1   |
| Dinamo Tbilisi       | 5 - 2  | Lokomotiv Tbilisi     | 1 - 0  | 4 - 2   |
| SKA Rostov           | 1 - 2  | Avangard Ternopol     | 1 - 0  | 0 - 2   |
| Qairat               | 1 - 2  | Neftçi Baku           | 0 - 0  | 1 - 2   |
| CSKA Pamir           | 4 - 5  | Ararat                | 3 - 2  | 1 - 3   |
| Spartak Ordžonikidze | 1 - 3  | Zorja                 | 1 - 2  | 0 - 1   |
| Žalgiris             | 2 - 1  | Šachtar               | 1 - 1  | 1 - 0   |
| Tavrija              | 2 - 4  | Dinamo Kiev           | 1 - 2  | 1 - 2   |
| Neftyanik Fergana    | 1 - 6  | CSKA Mosca            | 1 - 3  | 0 - 3   |
| Dinamo Mosca         | 1 - 0  | Avtomobilist Zhitomir | 0 - 0  | 1 - 0   |
| Trud Voronež         | 1 - 4  | Spartak Mosca         | 1 - 1  | 1 - 3   |

## Ottavi di finale
Le gare di andata furono disputate il 27 e il 28 maggio 1970, quelle di ritorno tra il 31 maggio e il 4 giugno 1970.
| Squadra 1         | Totale | Squadra 2        | Andata | Ritorno |
| ----------------- | ------ | ---------------- | ------ | ------- |
| Avangard Ternopol | 0 - 4  | Čornomorec'      | 0 - 0  | 0 - 4   |
| CSKA Mosca        | 4 - 7  | Zenit Leningrado | 2 - 3  | 2 - 4   |
| Dinamo Minsk      | 0 - 1  | Torpedo Mosca    | 0 - 1  | 0 - 0   |
| Dinamo Kiev       | 3 - 1  | Zorja            | 3 - 0  | 0 - 1   |
| Dinamo Mosca      | 1 - 0  | Ararat           | 1 - 0  | 0 - 0   |
| Žalgiris          | 2 - 3  | Spartak Mosca    | 1 - 3  | 1 - 0   |
| T'orp'edo Kutaisi | 1 - 1  | Dinamo Tbilisi   | 1 - 1  | 0 - 0   |
| Neftçi Baku       | 6 - 4  | Paxtakor         | 4 - 0  | 2 - 4   |

## Quarti di finale
Le gare furono disputate il 27 giugno 1970.
| Squadra 1    | Risultato | Squadra 2        |
| ------------ | --------- | ---------------- |
| Neftçi Baku  | 1 – 0     | Spartak Mosca    |
| Čornomorec'  | 1 – 2     | Dinamo Tbilisi   |
| Dinamo Mosca | 3 – 0     | Torpedo Mosca    |
| Dinamo Kiev  | 2 – 1     | Zenit Leningrado |

## Semifinali
Le gare furono disputate il 25 luglio 1970.
| Squadra 1      | Risultato | Squadra 2   |
| -------------- | --------- | ----------- |
| Dinamo Tbilisi | 1 – 0     | Neftçi Baku |
| Dinamo Mosca   | 2 – 1     | Dinamo Kiev |

## Finale
| Mosca 8 agosto 1970, ore ?:?                                                       | Dinamo Mosca | 2 – 1 referto       | Dinamo Tbilisi | Stadio Centrale Lenin (103000 spett.) |
| \| \| \| \| \| Ėštrekov 17’ Evrjužichin 62’ \| Marcatori \| 66’ Khinchagashvili \| |              |                     |                |                                       |
|                                                                                    |              |                     |                |                                       |
| Ėštrekov 17’ Evrjužichin 62’                                                       | Marcatori    | 66’ Khinchagashvili |                |                                       |